# 金锁镇
金锁镇，是中华人民共和国江苏省宿迁市泗洪县下辖的一个乡镇级行政单位。

## 行政区划
金锁镇下辖以下地区：
金锁社区、白庙村、韩湾村、徐庄村、孟桥村、周河村、新河村、何宅村、曹宅村、大门村、白庙村、韩湾村、大门村和双乔村。